# Långholmen, Helsingfors
Långholmen, finska: Pitkäluoto, är en ö i Finland. Den ligger i Finska viken och i kommunen Helsingfors i landskapet Nyland, i den södra delen av landet. Ön ligger nära Helsingfors.
Öns area är 3,3 hektar och dess största längd är 490 meter i nord-sydlig riktning.